# Ђорђе Живадиновић
Ђорђе Живадиновић Гргур (Београд, 1990) српски је филмски, телевизијски и позоришни глумац.

## Улоге
| Год.  | Назив                        | Улога                 |
| ----- | ---------------------------- | --------------------- |
| 2012. | Шешир професора Косте Вујића | ученик у разреду      |
| 2013. | Равна Гора                   | Петар II Карађорђевић |
| 2014. | Тмина                        |                       |
| 2015. | За краља и отаџбину          | Петар II Карађорђевић |
| 2016. | Убице мог оца                | Петар Ковачевић       |
| 2019. | Преживети Београд            | Саша                  |
| 2019− | Црвени месец                 | Давид Тодоровић       |
| 2021. | Азбука нашег живота          | Бане                  |
| 2022. | Хероји                       |                       |